# Dorsal de Galápagos

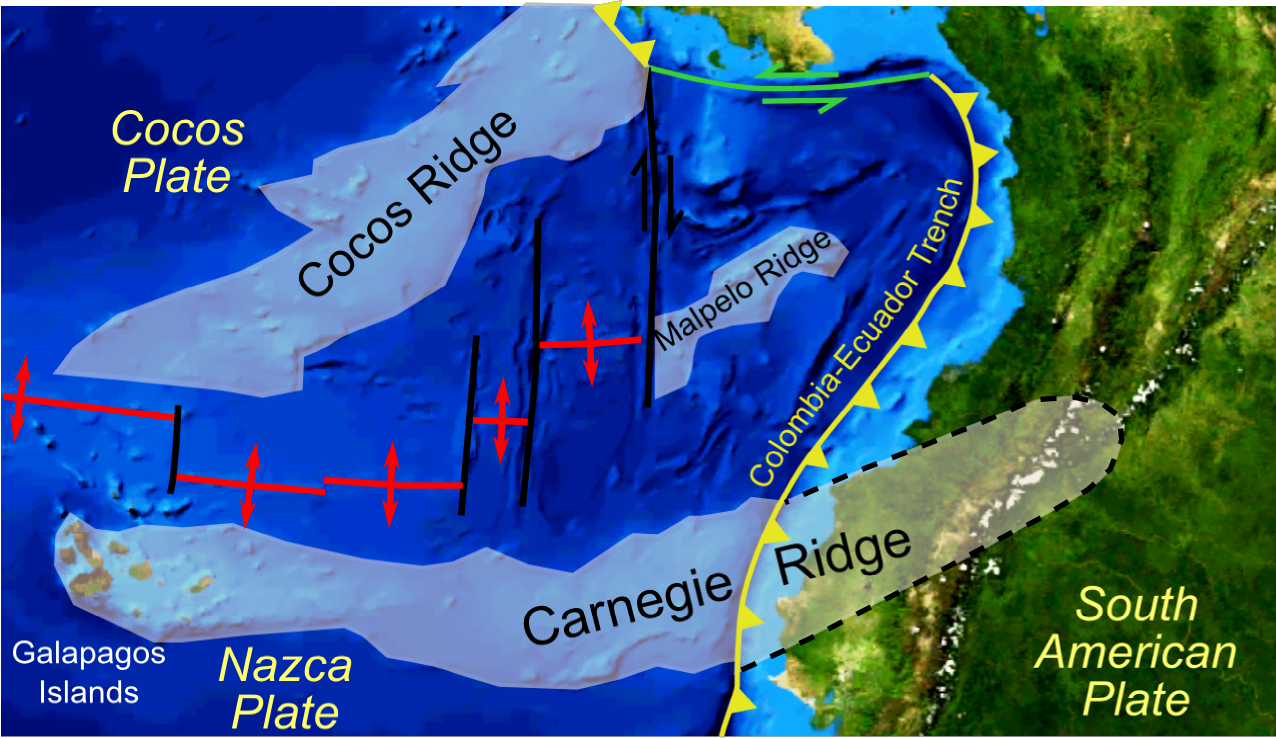
La dorsal de Galápagos en rojo entre las dorsales asísmicas de Carnegie y Cocos.

La dorsal de Galápagos es una dorsal mediooceánica ubicada en el Pacífico Oriental, cerca de las islas Galápagos, de las cuales toma el nombre. La dorsal de Galápagos se desprende como ramal de la gran dorsal del Pacífico Oriental y corre desde esta hacia el este hasta la isla Malpelo. La dorsal de Galápagos forma el límite entre la placa de Nazca y la placa de Cocos.